# Chromothericles rubroornatus
Chromothericles rubroornatus är en insektsart som beskrevs av Marius Descamps 1977. Chromothericles rubroornatus ingår i släktet Chromothericles och familjen Thericleidae. Inga underarter finns listade i Catalogue of Life.